# Tatonduk
La rivière Tatonduk est un cours d'eau d'Alaska, aux États-Unis située dans la  région de recensement de Southeast Fairbanks. C'est un affluent  du fleuve Yukon.

## Description
Longue de 70 milles (113 km), elle prend sa source au Canada et coule en direction du sud-ouest pour se jeter dans le fleuve Yukon, à 25 milles (40 km) en amont du confluent avec la rivière Nation à 15 milles (24 km) au sud-ouest d'Eagle.
Son nom indien a été référencé en 1883 par le lieutenant Schwatka comme Tatondu River ou Totondu River. Ensuite, en 1896, son nom a été modifié par Spurr, en Tatonduc.

## Sources
- (en) « Tatonduk », Geographic Names Information System